# Andy Sheppard

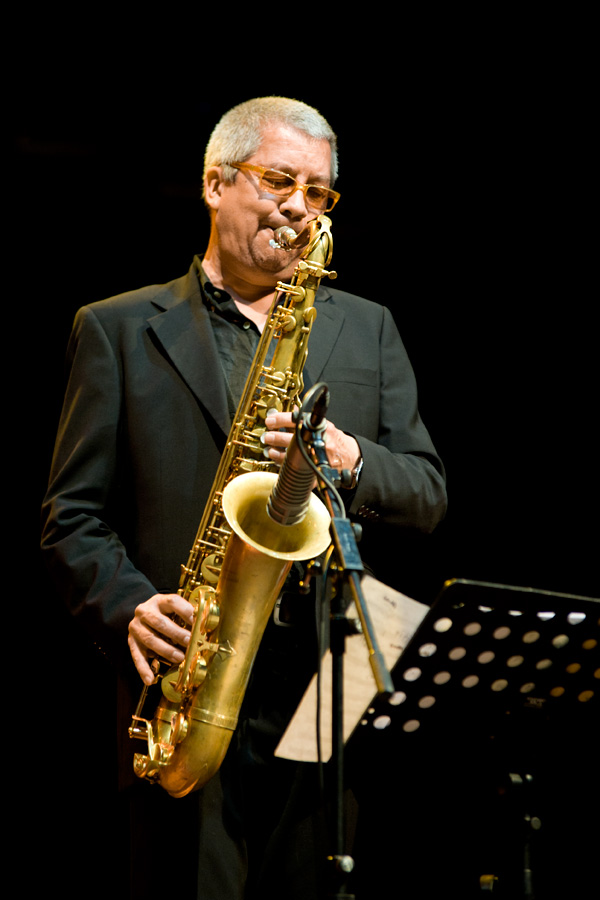
Andy Sheppard, Moers Festival 2012

Andy Sheppard (* 20. Januar 1957 in Warminster/Wiltshire) ist ein britischer Jazzsaxophonist.

## Leben und Wirken
Sheppard kam erst im Alter von neunzehn Jahren unter dem Eindruck der Musik von John Coltrane zum Jazz. Er arbeitete Ende der 1970er Jahre mit dem Quartett Sphere aus Bristol und ging dann nach Paris, wo er u. a. mit den Bands Lumière und Urban Sax auftrat.
Mitte der 1980er Jahre kehrte er nach England zurück, wo er 1986, nachdem er einen Jazzwettbewerb gewonnen hatte, einen Vertrag beim Label Antilles erhielt. Hier erschien 1987 sein Debütalbum als Bandleader Andy Sheppard, an dem Randy Brecker mitwirkte und das von Steve Swallow produziert wurde. Mit dem Album gewann er den British Jazz Award als Best Newcomer, den Best Instrumentalist Award (1988) den Best Album and Best Instrumentalist Award (1989) und (1990) den Big Band Award.
Sheppard trat Ende der 1980er Jahre mit Keith Tippett und mit den Bands von George Russell, Gil Evans und Carla Bley auf. Er gründete 1990 die Soft on the Inside Big Band, der u. a. Han Bennink, Ernst Reijseger, Gary Valente, Claude Deppa, Chris Biscoe und Orphy Robinson angehörte und mit der er durch Europa tourte und ein Album aufnahm.
Kurz danach gründete er die Band In Co-Motion mit Claude Deppa, Steve Lodder, Dave Adams und Sylvan Richardson, später um weitere Bläser – u. a. Gary Valente – erweitert. Mit der Band tourte er durch Europa, Nord- und Lateinamerika und Afrika und nahm mehrere Alben auf.
Mit Steve Lodder und Naná Vasconcelos formierte er das Trio Inclassificable, weiterhin arbeitete er im Quartett mit Lodder, Dudley Philips und Mark Mondesir. Daneben gehörte er zu den Jazz Jamaica Allstars und war Sideman von Barbara Dennerlein, Maj-Britt Kramer, Michel Benita, Alexander Bălănescu, Michael Mantler, von Ravi Shankar und anderen Musikern aus Indien, aber auch aus Malaysia und Singapur.
1998 gründete Sheppard ein neues Sextett, dem neben seinem langjährigen Partner Steve Lodder und Steve Swallow der Gitarrist John Parricelli, der Bassist Chris Laurence, der Perkussionist Paul Clarvis und der Tablaspieler Kuljit Bhamra angehören.
2001 erhielt er den Auftrag, die Musik für das Gateshead Millennium Bridge Project zu schreiben und aufzunehmen. Für dieses Projekt arbeitete er mit der northumbrischen Musikerin Kathryn Tickell zusammen. Daneben trat er im Duo mit Stephane San Juan oder Mark Mondesir, mit der Pianistin Rita Marcotulli und dem Gitarristen John Parricelli auf.
Seit 2008 spielte er regelmäßig im Trio mit Carla Bley und Steve Swallow, mit dem er vier Alben vorlegte (zuletzt Life Goes On, 2020). 2009 folgte sein Album Movements in Colour mit einem elektrisch/akustischen Quintett mit zwei Gitarristen. Drei Jahre später gründete er das Trio Libero mit einer französischen Rhythmusgruppe, das er später zum Quartett erweiterte.

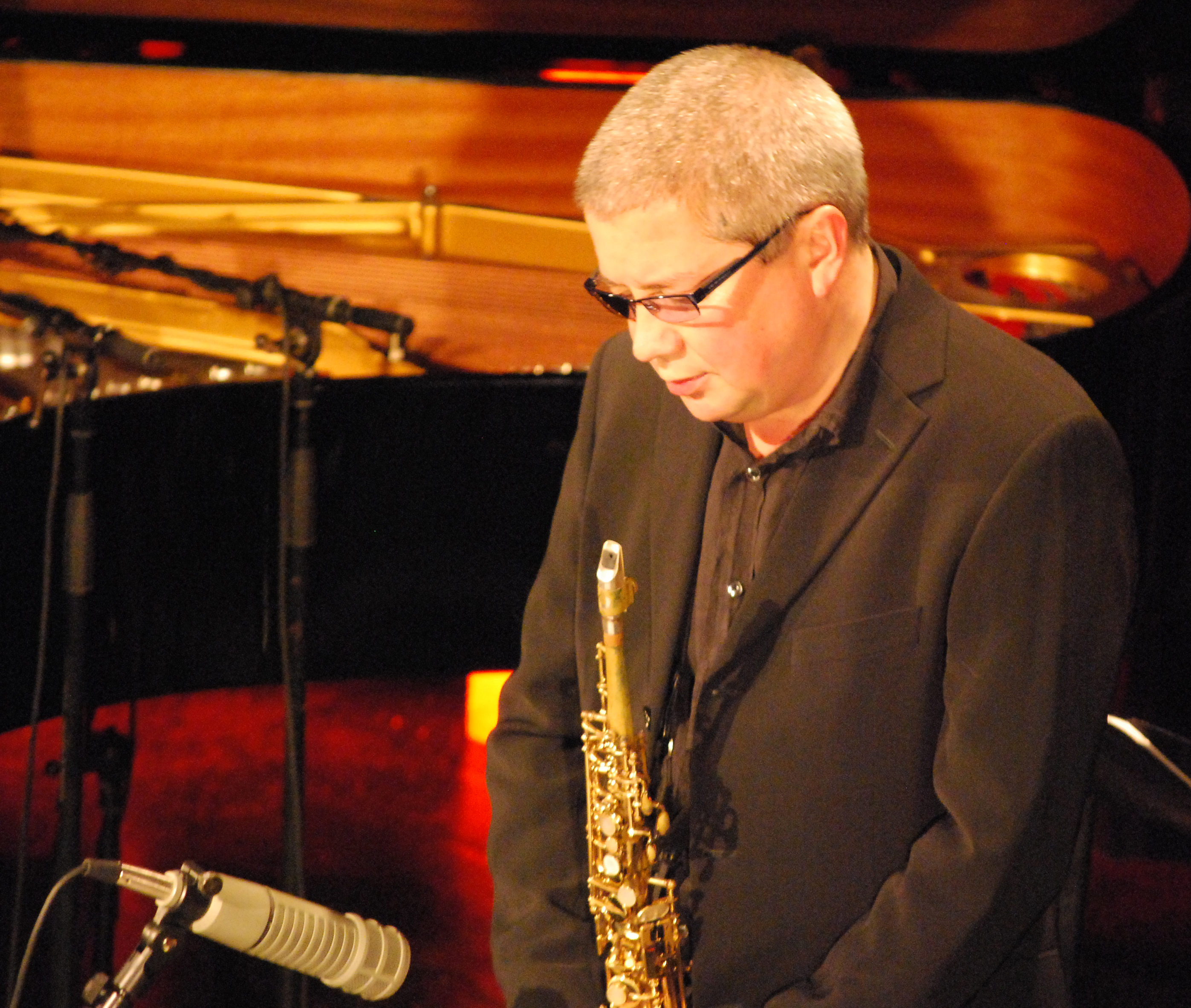
Andy Sheppard bei einem Konzert mit Carla Bley, Treibhaus Innsbruck, 2009

## Diskographische Hinweise
- Andy Sheppard mit Randy Brecker, Dave Buxton, David Defries, Paul Dunmall, Nick Evans, Simon Gore, Mamdi Kamara, Pete Maxfield, Orphy Robinson, Rick Smith, Jerry Underwood, 1987
- Soft on the Inside mit Han Bennink, Chris Biscoe, Dave Buxton, Claude Deppa, Simon Gore, Pete Hurt, Mamdi Kamara, Steve Lodder, Pete Maxfield, Ernst Reijseger, Kevin Robinson, Orphy Robinson, Gary Valente, Mano Ventura, 1989
- Introductions in the Dark mit David Adams, Dave Buxton, Simon Gore, Mamdi Kamara, Steve Lodder, Pete Maxfield, Orphy Robinson, Chris Watson, 1989
- In Co-Motion mit Claude Deppa, Steve Lodder, Sylvan Richardson, Jr., David Adams, 1991
- Rhythm Method mit David Adams, Julian Argüelles, Claude Deppa, Steve Lodder, Sylvan Richardson Jr., Kevin Robinson, Ashley Slater, Jerry Underwood, Gary Valente, 1993
- Songs with Legs mit Carla Bley, Steve Swallow, 1995
- Moving Image mit Steve Lodder, Dudley Philips, Mark Mondesir, Johnnie Taylor, Richard Ajileye, Bosco d'Olivera, 1996
- Learning the Wave mit Paul Clarvis, Chris Laurence, Steve Lodder, John Parricelli, Sharda Sahai, 1998
- Dancing Man & Woman mit Kuljit Bhamra, Paul Clarvis, Steve Lodder, Chris Laurence, John Parricelli, Steve Swallow, 1999
- Music for a New Crossing mit Kathryn Tickell, 2001
- P. S. mit John Parricelli, 2003
- Deep River mit Joanna MacGregor, 2006
- Movements in Colour mit John Parricelli, Eivind Aarset, Arild Andersen, Kuljit Bhamra, 2009
- Trio Libero mit Michel Benita (Bass) und Sebastian Rochford (Schlagzeug) (ECM 2012)
- Surrounded by Sea (ECM, 2015) Quartet mit Eivind Aarset (Gitarre) Michel Benita (Bass) Sebastian Rochford (Schlagzeug)
- Romaria (ECM, 2018) Quartet mit Eivind Aarset (Gitarre) Michel Benita (Bass) Sebastian Rochford (Schlagzeug)
- Michael Arbenz / Andy Sheppard: From Bach to Ellington – Live (2025)[1]